# Giovanni de Macque
Giovanni De Macque (Valenciennes, 1548/1550 – settembre 1614) è stato un compositore francese.
Culturalmente e linguisticamente franco-fiammingo, fu attivo nel tardo Rinascimento ed agli inizi dell'era barocca, trascorse quasi tutta la sua vita in Italia
Egli divenne uno dei più famosi compositori napoletani della fine del XVI secolo; alcuni dei suoi esperimenti con la scala cromatica (cromatismo) sono stati probabilmente influenzati dalla vicinanza con Carlo Gesualdo, con cui collaborò.